# Agenoria
Agenoria era la dea romana dell'attività (actus). 
Il suo nome deriva dal verbo latino ago, agere, egi, actum, "fare, agire, attuare". Talvolta era chiamata Strenua, cioè "attiva". 
Fra le fonti antiche, viene nominata unicamente da sant'Agostino, che la conta nel novero delle divinità romane legate alla nascita e all'infanzia. Agenoria è quindi una delle dee che aiuta gli infanti nel loro sviluppo, mentre imparano a camminare, parlare e ragionare. Agenoria stimolava anche gli uomini all'attività industriosa. Wilhelm Heinrich Roscher include Agenoria fra gli indigitamenta, la lista delle divinità mantenuta dal collegio dei pontefici onde assicurarsi che il nome corretto delle divinità venisse invocato nei riti.

## Allegoria nel Rinascimento
Malgrado la sua oscurità, è il personaggio principale del primo dei quattro apologi latini scritti dall'umanista italiano Pandolfo Collenuccio in onore di Ercole d'Este duca di Ferrara. La rappresentazione allegorica Agenoria, influenzata dagli scritti di Luciano di Samosata, inizia con il fidanzamento di Inerzia con Lavoro. I loro regali di matrimonio, quali una fattoria di animali, implicano un duro lavoro da parte della coppia, che li porta alla rottura. Lavoro quindi si sposa con Agenoria (l'attività) e al loro matrimonio attendono numerose altre personificazioni, quali Ubertas (Abbondanza) e Voluptas (Piacere), ma la cui presenza scatena la violenza di Inerzia e dei suoi seguaci. La sconfitta della coppia virtuosa Agenoria e Lavoro è evitata solamente da un deus ex machina: l'intervento di Giove. Uno degli invitati, Politia (Civilità), loda il contributo alla società umana fatto da Lavoro, Agenoria e dalle altre virtù presenti. Giove conferma che Agenoria resta sotto la sua protezione divina.

## Nella cultura di massa
Agenoria ha dato il suo nome ad una delle prime locomotive a vapore, Agenoria, costruita da Foster, Rastrick and Co. Iniziò il suo servizio il 2 giugno 1829 lungo la ferrovia di Kingswinsford.